# Jake LaMotta
Giacobbe „Jake“ LaMotta (10. července 1922 Bronx, New York – 19. září 2017), přezdívaný „The Bronx Bull“ (Býk z Bronxu) nebo „The Raging Bull“ (Zuřící býk) byl americký boxer, mistr světa ve střední váze.

## Boxerská kariéra
LaMotta, jehož boxerská bilance čítá 83 výher (30 k.o.), 19 proher a 4 remízy, byl prvním mužem, který porazil Sugar Raye Robinsona, když jej knockdownoval v prvním kole a přebodoval ho během deseti kol ve druhém zápase jejich legendární šestice bitev v ringu. LaMotta prohrál ostatních pět.
V roce 1948 prohrál technickým knockoutem ve čtvrtém kole proti Billymu Foxovi. Tento zápas se mu později celý život stále vracel.
LaMotta vyhrál světový titul v roce 1949 v Detroitu v zápase proti Francouzi Marcelu Cerdanovi, který byl světovým šampionem. Cerdan, nazývaný většinou boxerských kritiků největším šampionem, kterého kdy Francie měla, si vykloubil paži v prvním kole a vzdal se před začátkem desátého. Oficiální výsledek učinil LaMottu vítězem knockoutem v desátém kole, protože gong k začátku tohoto kola již zazněl, když Cerdan oznámil odstoupení.
Nový zápas byl dohodnut, ale když Cerdan letěl zpět do Spojených států na nový zápas, jeho letadlo Lockheed Constellation společnosti Air France spadlo nad Azorskými ostrovy a z lidí na palubě nikdo nepřežil.
LaMotta se poté utkal se dvěma vyzyvateli (Tiberio Mitri a Laurent Dauthuille) a porazil je. Pak byl vyzván Robinsonem na jejich již šestý zápas. Odehrál se 14. února 1951 a stal se známý jako „Masakr na svatého Valentýna“. Robinson vyhrál technickým k.o. ve třináctém kole, když byl zápas zastaven, jelikož LaMotta nebyl schopen dále pokračovat a opíral se o provazy.
V roce 1953 LaMotta šokoval sportovní svět, když byl předvolán FBI k výpovědi proti některým mafiánským skupinám. LaMotta během výslechu řekl, že si možná neuvědomoval, že také ublížil svému image, když prodal zápas s Billy Foxem v roce 1948 výměnou za souboj se světovým šampionem Cerdanem. Navzdory tomu prý stále věří, že to stálo za to.
Po odchodu do boxerského důchodu LaMotta koupil několik barů a postavil se na jeviště coby komik. Objevil se také ve více než 15 filmech, včetně filmu Hazardní hráč s Paulem Newmanem a Jackiem Gleasonem.

## Film Zuřící býk
S blížícím se rokem 1980 hollywoodští manažeři vyšli LaMottovi vstříc s myšlenkou filmu o jeho životě, jehož základem byla LaMottova kniha z roku 1970 Zuřící býk: Můj příběh. Film Zuřící býk získal úspěch u kritiků pro oba hlavní tvůrce filmu, režiséra Martina Scorseseho a herce Roberta De Niro, který přibral během natáčení 60 liber (27 kg), aby mohl hrát i staršího, otylého LaMottu s podlomeným zdravím, jak tomu bylo v jeho pozdějším životě. Film zobrazil násilného a problematického LaMottu, jenž dokonce zašel tak daleko, že fyzicky napadl svého vlastního bratra, manažera Joeyho LaMottu, kterého obvinil, že má s jeho ženou Vicky LaMottaovou poměr.
V roce 2004 v interview LaMotta zavzpomínal na historku z premiéry Zuřícího Býka. Tam byl se svou bývalou manželkou, se kterou se rozvedl ve zlém v roce 1957 po jedenáctiletém manželství. Po zhlédnutí filmu jí řekl, že nemohl věřit, že byl tak špatný a omluvil se. Vicky prý odpověděla: „Ne, ty jsi byl horší!“

## Pozdější život
V roce 1998, jeho syn Joseph LaMotta zemřel v letu Swissair, který ztroskotal u pobřeží Nového Skotska v Kanadě. LaMotta byl aktivní ve vyprávění o svém životě a podpisových akcích a vydal několik knih o své kariéře, manželce a zápasech s Robinsonem. Je členem Mezinárodní boxerské síně slávy. Jake LaMotta zemřel 19. září 2017 na následky zápalu plic ve věku 95 let.